# Jiliapa Segundo
Jiliapa Segundo är en ort i Mexiko.   Den ligger i kommunen Tihuatlán och delstaten Veracruz, i den sydöstra delen av landet, 210 km nordost om huvudstaden Mexico City. Jiliapa Segundo ligger 97 meter över havet och antalet invånare är 641.
Terrängen runt Jiliapa Segundo är huvudsakligen platt, men åt nordväst är den kuperad. Runt Jiliapa Segundo är det ganska tätbefolkat, med 179 invånare per kvadratkilometer. Närmaste större samhälle är Castillo de Teayo, 7,6 km norr om Jiliapa Segundo. Trakten runt Jiliapa Segundo består till största delen av jordbruksmark.